# 苯硫酚
苯硫酚（化學式：C
6H
5SH，PhSH）是一種有機硫化合物，又名巰基苯、硫苯酚，是最簡單的硫酚類化合物，常溫下是惡臭的無色液體。苯硫酚的化學結構類似於苯酚，只差在其芳環上的羥基（-OH）中，氧原子被硫原子取代了。
苯硫酚會用在一些醫療用途中，如，作為藥物的有機硫配體，例如：硫柳汞就是以苯硫酚作為有機硫配體。

## 合成
雖然一般在實驗操作中都是購買現成的苯硫酚，但仍然可以使用幾種方法來合成苯硫酚。一種方法是用鋅還原苯磺酰氯然後將單質硫在鹵苯化鎂或苯基上酸化。
酚類可以通過他們的O型芳烷基硫代氨基甲酸鹽（O-aryl dialkylthiocarbamates）的重排轉化成苯硫酚。
在洛卡特氐硫代苯酚反應中，以苯胺為起始物質透過重氮鹽(ArN2X)與黃原酸酯(ArS(C=S)OR)反應而成。